# BNP Paribas
BNP Paribas je francouzská obchodní banka, která je podle výše vkladů největší bankou v Evropě. Vznikla 23. května 2000 fúzí Banque Nationale de Paris (BNP) a Paribas. Jakožto jejich právní nástupce patří společně se Société Générale a Crédit Lyonnais ke třem nejstarším bankám ve Francii. Její právní forma je akciová společnost s hlavním sídlem v Paříži na Rue Bergère. Budova je chráněná jako historická památka. V roce 2010 měla 205 300 zaměstnanců a obrat ve výši 43,9 miliard €.

## Vývoj
Banka BNP vznikla v roce 1966 sloučením Banque Nationale du Commerce et de l'Industrie a Comptoir National d'Escompte de Paris. V roce 1993 byla BNP privatizována.
Původní Compagnie Financière de Paris et des Pays-Bas (Finanční společnost Paříž a Nizozemsko) známá jako Compagnie Financière de Paribas změnila v roce 1998 po akvizici Compagnie Bancaire název na Paribas.
V roce 1999 se na Pařížské burze odehrála mezi BNP a Société Générale komplikovaná bitva o převzetí. Société Générale chtěla převzít Paribas, zatímco BNP odpověděla nabídkou na ovládnutí Société Générale a ještě banky Paribas. Nabídka BNP na Société Générale sice ztroskotala, ale Paribas se stala součástí BNP a v následujícím roce vznikla BNP Paribas.
V roce 2002 získala německou banku Consors se sídlem v Norimberku, 2006 převzala šestý největší italský bankovní ústav Banca Nazionale del Lavoro, 2008 belgickou banku Fortis Bank Belgium.
V září 2010 byla BNP Paribas spolu s dalšími 10 bankami odsouzena francouzským protimonopolním úřadem k celkové pokutě ve výši 381,1 miliónů €. Banky uzavřely dohodu a v letech 2002-2007 zpoplatnily svým zákazníkům platbu šekem ve výši 4,3 centů, aby docílily mimořádného zisku. Opatření se dotklo 80 % šeků použitých ve Francii, kde bylo do té doby jejich používání bezplatné. Po zásahu bankovního dozoru byla tato praxe ukončena a kartel byl potrestán pokutou. Podle úřadu hrála BNP Paribas ve skupině vedoucí úlohu, takže její pokuta byla vyšší o 10 %. Protože dále byla banka v roce 2000 už jednou kvůli porušení pravidel hospodářské soutěže pokutována, byla její pokuta navýšena ještě o dalších 20 %.